# هشت جاودانه جام شراب
هشت جاودانه جام شراب(چینی:飲中八仙 یینزهونگ باگزیان) گروه شعری و ادبی در چین عصر امپراتوری تانگ بود. بیش از ۲۳۰۰ شاعر در آن عضو بودند؛ آثار شعری ایشان در مجموعه‌هایی گرد هم آمده‌اند؛ این اشعار عموماً در بیش از ۱۲۰۰ سال پیش نوشته شده‌اند. اشعار اصلی این گروه را هشت تن نوشته‌اند که رهبران اصلی این گروه بوده‌اند؛ اعضای این گروه به دوست داشتن شراب معروف بودند؛ اما اطلاق لفظ جاودانه به آنها از دید کنایی است. هشت جاودانه جام شراب در شعری از دو فو و زندگینامه لی بای در کتاب جدید تانگ نوشته شده است. رهبران این گروه بر اساس شعر دو فو اینان بودند:
- هه زیدهانگ
- لی جین
- لی شی زی
- کی دونگ زی
- سو جین
- لی‌پو
- زانگ زو
- جیائو سو